# Babugarh
Babugarh är en ort i Indien.   Den ligger i distriktet Ghaziabad och delstaten Uttar Pradesh, i den norra delen av landet, 60 km öster om huvudstaden New Delhi. Babugarh ligger 216 meter över havet och antalet invånare är 7 156.
Terrängen runt Babugarh är mycket platt. Runt Babugarh är det mycket tätbefolkat, med 1 221 invånare per kvadratkilometer. Närmaste större samhälle är Hapur, 6,5 km väster om Babugarh. Trakten runt Babugarh består till största delen av jordbruksmark.